# Pallo Jordan

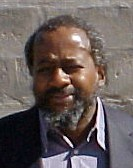
Pallo Jordan (2005)

Zweledinga Pallo Jordan (* 22. Mai 1942 in Kroonstad) ist ein ehemaliger südafrikanischer Politiker (African National Congress, ANC) und Anti-Apartheid-Aktivist. Zwischen 1994 und 2009 leitete er nacheinander drei Ministerien.

## Leben
Pallo Jordan wurde als Sohn des Hochschullehrers und Schriftstellers Archibald Campbell Jordan und der Hochschullehrerin Phyllis Ntantala-Jordan geboren. Wie seine Eltern war er im Non European Unity Movement tätig, bevor er zum ANC wechselte.
Während der Zeit der Apartheid ging er 1962 ins Exil und studierte in den USA an der University of Wisconsin-Madison, wo er wegen seiner Teilnahme an Anti-Vietnamkrieg-Demonstrationen das Land verlassen musste, und kurzzeitig in Großbritannien an der London School of Economics. Ab 1975 arbeitete er im ANC-Büro in London. 1977 zog er nach Angola, wo er die Niederlassung der ANC-Rundfunkstation Radio Freedom leitete. Im selben Jahr verfasste er einen Lehrplan für die politische Unterweisung von Kämpfern des Umkhonto we Sizwe. Im Jahr 1979 war er Direktor der ersten ANC-internen Propagandaaktion, bei der an die Schlacht bei Isandhlwana von 1879 erinnert wurde. 1980 leitete er die Research Unit des Department of Information and Publicity des ANC in Lusaka. 1982 wurde er bei einem Bombenanschlag des Apartheid-Regimes an der Eduardo-Mondlane-Universität in Maputo verletzt, die Dozentin Ruth First wurde getötet.
1985 wurde Jordan auf der Kabwe-Konferenz in das National Executive Committee (NEC) des ANC gewählt. Von 1985 bis 1989 war er Vorsitzender der Strategy and Tactics Commission, 1989 – als Nachfolger Thabo Mbekis – auch Director of Information and Publicity. 1987 nahm er an einer geheimen Konferenz mit Vertretern der damaligen südafrikanischen Regierung und Vertretern des ANC in Dakar teil, 1989 an der Nachfolgekonferenz in Paris. Im Juni 1990 kehrte er nach der Aufhebung der Bannung gegen den ANC in sein Heimatland zurück. Er nahm für den ANC an den Gesprächen über eine Demokratisierung, CODESA, teil. In einer vielbeachteten Schrift wandte er sich damals gegen den Kommunismus, wie ihn die South African Communist Party, etwa deren damaliger Vorsitzender Joe Slovo, vertrat.
Bei den ersten freien Wahlen 1994 erhielt er einen Parlamentssitz und wurde im Kabinett Mandela zum Minister für Post, Telekommunikation und Rundfunk ernannt; 1996 wechselte er in das Ressort für Umweltangelegenheiten und Tourismus. 1999 bis 2004 stand er als Abgeordneter der Nationalversammlung dem Ausschuss für auswärtige Angelegenheiten (Foreign Affairs Committee) vor. Thabo Mbeki berief ihn 2004 als Minister für Kunst und Kultur in sein Kabinett; dieses Amt bekleidete er auch im Kabinett Motlanthe bis 2009. Am 11. August 2014 musste er zugeben, dass er entgegen seinen Angaben nicht promoviert worden war, so dass er sein Mandat zurückgab und das NEC verließ.
Jordan war bis zur Scheidung mit der US-Amerikanerin Carlyn Roth verheiratet; sie haben eine gemeinsame Tochter.

## Werke
- als Herausgeber: Oliver Tambo remembered: his life in exile. Palgrawe Macmillan US, 2007, ISBN 978-1-77010-075-6.